# 1316

## Родени
- Симеон, велик княз на Владимирско-Суздалското княжество
- 15 ноември – Жан I, крал на Франция

## Починали
- 5 юни – Луи X, крал на Франция
- 20 ноември – Жан I, крал на Франция